# توشا ميلز
توشا ميلز (بالإنجليزية: Tausha Mills)‏ مواليد 29 فبراير 1976 في دالاس، هي لاعبة كرة سلة أمريكية سابقة. بدأت مسيرتها الاحترافية في سنة 1998. تم اختيارها من قبل فريق واشنطن ميستيكس خلال الدرافت. اعتزلت اللعب في 2008.

## المسيرة الاحترافية
لعبت مع واشنطن ميستيكس من سنة 2000 إلى 2002، ثم لعبت مع سان أنطونيو ستارز في سنة 2003، ثم لعبت مع ديترويت شوك في سنة 2007.

## روابط خارجية
- توشا ميلز على موقع الاتحاد الوطني لكرة السلة النسائية (الإنجليزية)
- توشا ميلز على موقع كرة السلة الأوروبية.كوم (الإنجليزية)
- توشا ميلز على موقع كلية كرة السلة في سبورتس رفرنس.كوم (الإنجليزية)
- توشا ميلز على موقع بروبوليرز (الإنجليزية)
- توشا ميلز على موقع سبورتس رفرنس (الإنجليزية)